# Gravitationskonstante
Die Gravitationskonstante (Formelzeichen {\displaystyle G} oder {\displaystyle \gamma }) ist die fundamentale Naturkonstante, die die Stärke der Gravitation bestimmt. Im Gravitationsgesetz nach Isaac Newton ergibt sie direkt die Stärke der Gravitationskraft zwischen zwei Körpern in Abhängigkeit von ihrem Abstand und ihren Massen; in der allgemeinen Relativitätstheorie nach Albert Einstein bestimmt sie die Krümmung der vierdimensionalen Raumzeit und damit den Ablauf aller mit der Gravitation zusammenhängenden Erscheinungen. Für die Beschreibung astronomischer Größen und Vorgänge besitzt sie fundamentale Bedeutung.
Die Gravitationskonstante {\displaystyle G} ist nicht zu verwechseln mit der auf ein Teilchen wirkenden Gravitationsbeschleunigung {\displaystyle g}, die in vielen Situationen ebenfalls als konstant angesehen werden kann.

## Definition
Nach dem newtonschen Gravitationsgesetz ziehen sich zwei kugelsymmetrische Körper mit den Massen {\displaystyle m_{1}} und {\displaystyle m_{2}}, deren Mittelpunkte einen Abstand {\displaystyle r} haben, gegenseitig mit folgender Kraft an:
{\displaystyle F=G\cdot {\frac {m_{1}\cdot m_{2}}{r^{2}}}}
Die in der Gleichung auftretende Proportionalitätskonstante {\displaystyle G} ist die Gravitationskonstante.
Diese Form des Gesetzes wurde 1873, zwei Jahrhunderte nach Newton, durch Alfred Cornu und Jean-Baptistin Baille eingeführt. Newton schrieb sein Gesetz ohne Nennung der Konstante in Form der Proportionalitäten {\displaystyle F\sim m_{1}\ ,\ F\sim m_{2}\ ,\ F\sim r^{-2}}, wie es damals in der wissenschaftlichen Literatur üblich war.
Um die Formulierung eines rationalisierten Einheitensystems zu erhalten, hätte man eine Definition über {\displaystyle F=G\cdot {\tfrac {m_{1}\cdot m_{2}}{4\pi \cdot r^{2}}}} wählen müssen, also mit einer {\textstyle 4\pi }-mal so großen Proportionalitätskonstanten.

## Wert und Einheiten
Der Wert der Gravitationskonstante beträgt:
{\displaystyle G=6{,}674\,30(15)\cdot 10^{-11}\,\mathrm {\frac {m^{3}}{kg\cdot s^{2}}} }.
Hierbei ist „(15)“ die geschätzte Standardunsicherheit in den letzten beiden Dezimalstellen.
Verglichen mit den anderen Grundkräften der Physik ist die Gravitation sehr schwach, was sich in dem kleinen Wert ihrer Konstanten ausdrückt. Berechnet man beispielsweise den Betrag des Verhältnisses zwischen der Gravitationskraft und der elektrostatischen Kraft zwischen zwei Protonen, so erhält man unabhängig vom Abstand:
{\displaystyle \left|{\frac {F_{\text{Gravitation}}}{F_{\text{elektrisch}}}}\right|={\frac {G\cdot m_{\text{Proton}}^{2}}{e^{2}/(4\pi \cdot \varepsilon _{0})}}\approx 10^{-36}}
mit
- der Elementarladung {\displaystyle e}
- der elektrischen Feldkonstante {\displaystyle \varepsilon _{0}}.

Wie klein dieser Wert ist, sieht man auch, wenn man die Gravitationskonstante in Einheiten der Teilchenphysik angibt, also mit der reduzierten Planck-Konstante {\displaystyle \hbar }, der Lichtgeschwindigkeit {\displaystyle c} und der Energieeinheit GeV:
{\displaystyle G=6{,}708\,83(15)\cdot 10^{-39}\,{\frac {\hbar \cdot c}{(\mathrm {GeV} /c^{2})^{2}}}}

## Messungen

### Voraussetzungen
Aus der im Alltag beobachtbaren Gravitationskraft zwischen der Erde und anderen Objekten (Gewicht von Objekten, Fallbeschleunigung, Umlaufbahnen von Mond und Satelliten) lässt sich das Produkt aus G und der Erdmasse M⊕, die geozentrische Gravitationskonstante GM⊕, auf bis zu zehn Dezimalstellen genau bestimmen. Analog lässt sich die heliozentrische Gravitationskonstante GM☉ aus den Planetenbewegungen ableiten. Es gibt aber keine Möglichkeit, die Masse von Himmelskörpern ohne Kenntnis der Gravitationskonstante auch nur halbwegs genau zu bestimmen.
Zur Messung von {\displaystyle G} muss daher auf die geringe Anziehungskraft zwischen weitaus kleineren Körpern zurückgegriffen werden, deren Masse man präzise bestimmen kann. Beispielsweise beträgt die Anziehungskraft zwischen zwei Körpern von je 100 kg Masse in 1 m Abstand weniger als 10−9 (ein Milliardstel) ihrer Gewichtskraft, und alle andere Materie – im Labor oder außerhalb davon – übt auf die Testkörper ebenfalls Gravitation aus. Diese Messungen gestalten sich daher schwierig. Schon kleinste Temperaturunterschiede, Luftströmungen, Ungleichmäßigkeiten im Material oder Kriechen des Materials, sogar die Anzahl der Fahrzeuge auf dem Parkplatz vor dem Institutsgebäude, verfälschen die Ergebnisse. Die bislang erreichte Genauigkeit ist mit fünf Dezimalstellen deutlich geringer als für andere Naturkonstanten.
Mit der im Labor bestimmten Gravitationskonstante lässt sich die Masse eines Himmelskörpers bestimmen, wenn er von einem Begleiter umrundet wird, dessen Bahnradius {\displaystyle r} und Umlaufkreisfrequenz {\displaystyle \omega } bekannt sind.  Aus dem Gravitationsparameter {\displaystyle \mu =r^{3}\omega ^{2}} ergibt sich die Masse des Himmelskörpers als {\displaystyle M=\mu /G} (siehe Keplersche Gesetze). Das ist trotz der Unsicherheit in {\displaystyle G} wesentlich genauer als die Schätzung der Masse des Himmelskörpers aus seinem Durchmesser und dem angenommenen Dichteverlauf.

### Schiehallion-Experiment
Die erste erfolgreiche Messung mit einer bekannten Masse wurde 1774 von einem Forscherteam der Royal Society durchgeführt (Schiehallion-Experiment). Hierbei wurde die Lotabweichung im Schwerefeld der Erde aufgrund der gravitativen Anziehung eines Berges gemessen. Hieraus ließ sich das Verhältnis aus mittlerer Dichte der Erde und Dichte des Berges ermitteln, was (richtigerweise) einen unerwartet hohen Wert für die Dichte und damit Masse der Erde ergab.

### Das Cavendish-Experiment

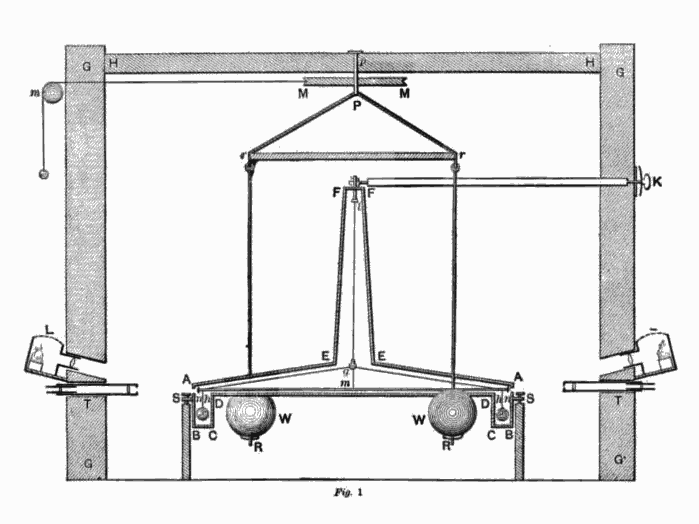
Cavendish-Experiment (1798)

Das erste Laborexperiment zur Messung der Gravitationskraft zwischen zwei Körpern bekannter Masse gelang Henry Cavendish im Jahr 1797 mithilfe der von John Michell (1724–1793) einige Jahre zuvor eigens dafür erfundenen Gravitationswaage. Die Waage bestand aus zwei kugelförmigen Testmassen mit zusammen (in heutigen Einheiten) {\displaystyle m=1{,}46\,\mathrm {kg} }, die zu einer Hantel verbunden und an einem Torsionsdraht aufgehängt waren, sodass sie freie horizontale Drehschwingungen ausführen konnten. Zwei große Kugeln mit einer Gesamtmasse {\displaystyle M_{c}=316\,\mathrm {kg} }, in gleichem Abstand {\displaystyle r_{m}} dicht neben je einer der Testmassen, erzeugten die Anziehungskraft, die die Testmassen um ca. 1° aus der Ruhelage auslenkten. Aus dem Auslenkwinkel wurde die Torsionskraft {\displaystyle F_{c}} ermittelt, die der Anziehungskraft der großen und der kleinen Kugeln bei diesem Abstand die Waage hält. Die dazu nötige Kenntnis der Torsionssteifigkeit des Drahtes wurde aus der Periodendauer der Torsionsschwingung gewonnen.
Aus Cavendishs Messwerten ergibt sich
{\displaystyle G_{\mathrm {Cavendish} }=6{,}754\cdot 10^{-11}\,\mathrm {{m^{3}}\,{kg^{-1}\,s^{-2}}} .}
Dies verfehlt den heutigen Wert nur um 1,2 Prozent.
Allerdings war der Begriff einer Gravitationskonstante zu Cavendishs Zeiten noch gar nicht üblich, vielmehr wurde das Newtonsche Gravitationsgesetz ausschließlich in Form von Proportionalitäten gebraucht. Dementsprechend betrachtete er das Verhältnis der beiden Kräfte {\displaystyle F_{c}} und {\displaystyle F_{E}}, mit denen die kleinen Kugeln von den großen bzw. von der Erde angezogen werden. Nach Newton gilt:
{\displaystyle {\frac {F_{c}}{F_{E}}}={\frac {M_{c}}{M_{E}}}\cdot {\frac {r_{E}^{2}}{r_{m}^{2}}}}
{\displaystyle F_{E}} ist nichts anderes als das (Gesamt-)Gewicht der kleinen Kugeln, sodass die Erdmasse {\displaystyle M_{E}} hierin die einzige Unbekannte ist. Cavendish konnte aus seinen Messdaten die Masse der Erde bestimmen. Populär wurde die physikalisch nicht korrekte und genau genommen sinnlose Formulierung, Cavendish habe „die Erde gewogen“.
Nachdem die Erdmasse, implizit also der Wert der Gravitationskonstante, bekannt war, konnten auch die Massen weiterer Himmelskörper des Sonnensystems bestimmt werden.

### Moderne Messungen
Moderne Messungen verwenden verschiedene Methoden:
- das Prinzip des Cavendish-Experiments, mit kleineren Massen und dafür möglichst dünnen Fäden zur Aufhängung, weil deren Tragkraft mit kleinerem Radius r gemäß r2 abnimmt, das Rückstellmoment aber mit r4[2]
  - … mit Messung der Änderung der Schwingungsfrequenz (statt des Winkels)[2][7]
  - … mit Messung der Winkelbeschleunigung: Beide Massen können sich unabhängig drehen, und der Drehtisch wird so nachgeführt, dass die Torsion kompensiert wird, wodurch kein *Drehwinkel gemessen wird, sondern die Winkelbeschleunigung zur Kompensation des Drehwinkels[7]
- … mit Ausgleich des Drehmoments durch elektrische Felder;
- Änderung der Differenz des Gewichts zweier vertikal übereinander positionierter Testmassen, wenn zwischen sie eine große Masse (Quecksilber) eingefügt wird;[2]
- Übertragung von Vibrationen von einer in Schwingung versetzten Masse auf eine andere.[8]